# Parencyrtomyia
Parencyrtomyia is een geslacht van vliesvleugeligen uit de familie Encyrtidae. De wetenschappelijke naam van dit geslacht is voor het eerst geldig gepubliceerd in 1915 door Girault.

## Soorten
Het geslacht Parencyrtomyia omvat de volgende soorten:
- Parencyrtomyia niveiclava Girault, 1915
- Parencyrtomyia zedesi Hayat & Kazmi, 2011